# Hydrellia padi
Hydrellia padi är en tvåvingeart som beskrevs av Canzoneri och Giuseppe Giovanni Antonio Meneghini 1985. Hydrellia padi ingår i släktet Hydrellia och familjen vattenflugor.
Artens utbredningsområde är Italien. Inga underarter finns listade i Catalogue of Life.